# Dryopteris xylodes
Dryopteris xylodes là một loài thực vật có mạch trong họ Dryopteridaceae. Loài này được (Kunze) H. Christ miêu tả khoa học đầu tiên năm 1909.